# Fábrica en calle Agres 8 de Alcoy
La fábrica en calle Agres número 8, situada en Alcoy (Alicante), España, es un edificio industrial de estilo modernista valenciano construido entre los años 1904 y 1913, que fue proyectada por el arquitecto Vicente Pascual Pastor y el ingeniero José Cort Merita.

## Descripción
La fábrica era un taller de fundición de la empresa alcoyana "El Vulcano". Constituye la primera muestra de nave industrial dentro de la ciudad, que posteriormente se adoptaria para el resto de fábricas y construcciones de tipo industrial de estilo modernista. La fachada es de piedra con ventanas estrechas y tiene un frontón singular.
El edificio se rehabilitó por iniciativa privada de José Luis Esteve Ponsoda en 1984 conservando toda la fachada, los forjados, pilares y distintos elementos originales de la época. En la actualidad alberga un gimnasio.